# Łochowo (Koejavië-Pommeren)
Łochowo is een plaats in het Poolse district  Bydgoski, woiwodschap Koejavië-Pommeren. De plaats maakt deel uit van de gemeente Białe Błota en telt 2600 inwoners.